# Bilina (rivier)
Bilina (Russisch: Былина) is een 40 kilometer lange rivier in Oblast Kirov. De rivier mondt uit in de Moloma. 